# Epatite alcolica
L'epatite alcolica è una epatite (infiammazione del fegato) causata da una eccessiva assunzione di alcol. Si trova di solito in associazione con epatosteatosi, uno stadio precoce della malattia epatica alcolica, e può contribuire alla progressione della fibrosi, che porta alla cirrosi. I sintomi sono ittero, ascite (accumulo di liquido nella cavità addominale), la fatica e l'encefalopatia epatica (disfunzione cerebrale a causa di insufficienza epatica). I casi lievi sono auto-limitanti, ma i casi gravi hanno un alto rischio di morte. I casi gravi possono essere trattati con glucocorticoidi.

## Sintomi e segni
L'epatite alcolica è caratterizzata da un variabile costellazione di sintomi che possono comprendere una generale sensazione di malessere, ingrossamento del fegato, sviluppo di liquido nell'addome (ascite) e modesto aumento dei livelli degli enzimi epatici (determinabili dal test di funzionalità epatica). L'epatite alcolica può variare da leggera, con il solo aumento degli enzimi, a una grave infiammazione con lo sviluppo di ittero, aumento del tempo di protrombina e anche insufficienza epatica. I casi gravi sono caratterizzati anche da offoscumaneto dello stato di coscienza e con alti livelli di bilirubina e lunghi tempi di protrombina. Il tasso di mortalità dei casi più gravi arriva ad essere del 50% entro i 30 giorni dalla comparsa.
L'epatite alcolica è distinta dalla cirrosi causata dal consumo di alcol. L'epatite alcolica di per sé non porta alla cirrosi, ma la cirrosi è più comune nei pazienti che hanno fatto consumo di alcol per lungo tempo. Alcuni alcolisti sviluppano epatite acuta come una reazione infiammatoria alle cellule colpite dal cambiamento dei grassi. Alcune persone sembrano più inclini a questa reazione di altri. Questa si chiama steatonecrosi alcolica e l'infiammazione predispone probabilmente alla fibrosi epatica.

## Diagnosi
La diagnosi viene fatta in un paziente con una storia di notevole assunzione di alcol che sviluppa un peggioramento nei test di funzionalità epatica, compresa la bilirubina e le transaminasi. Il rapporto di aspartato aminotransferasi e di alanina aminotransferasi è di solito 2 o più. Nella maggior parte dei casi, gli enzimi epatici non superano 500. I risultati della biopsia epatica sono importanti per confermare una diagnosi clinica.

## Trattamento e gestione
Le linee guida cliniche della American College of Gastroenterology raccomandano la somministrazione di corticosteroidi. I pazienti devono essere stratificati per il rischio seguendo il Model for End-Stage Liver Disease o la classificazione di Child-Pugh.
Uno studio randomizzato controllato ha rilevato che tra i pazienti con valore della Maddrey's Discriminant Function maggiore di 32 e almeno uno dei seguenti sintomi: epatomegalia, febbre, leucocitosi, encefalopatia epatica, o epatica sistolica bruit), possono essere trattati con pentossifillina 400 mg per via orale 3 volte al giorno per 4 settimane.